# Rhabdospora visci
Rhabdospora visci är en lavart som först beskrevs av Giacopo Bresàdola, och fick sitt nu gällande namn av Died. 1914. Rhabdospora visci ingår i släktet Rhabdospora och familjen Mycosphaerellaceae.   Inga underarter finns listade i Catalogue of Life.